# Antonino Natoli
Antonino da Patti (Antonino Coriolano Natoli)TOSF foi um escritor e religioso italiano membro da Ordem Terceira de São Francisco, teólogo e autor de vários milagres.
Antonino Natoli era o filho do homem nobre Antonino Natoli de Piraino e Elisabetta Monforte de Patti dos Príncipes de Moncada. O principal templo para a sua veneração é San Francesco a Ripa, em Roma

## Três Milagres de Antonino Natoli
Para Padre Antonino Natoli eram atributos muitos milagres e muitos "Grazie", de acordo com a tradição católica, tanto na cidade de Patti e em Roma, inicialmente, foram ignorados por muito tempo por outros franciscanos, mas, em seguida, fez crescer mais e mais a fama de sua santidade e foram estudados muito pelo Frei Antonino Randazzo.
Seus milagres, tão numerosos, o levou a ser considerado estou vivo "Taumaturgia" por sua capacidade de curar os doentes. "As Crônicas de Ordem católica romana Ordem dos Frades Menores", diz, na parte II do Livro VI, capítulo 36:  O milagre documentado ocorreu em Doutor Pietro Cinere, filho do secretário de a cidade de Patti, enquanto ele estava em grave perigo de vida, ele se inspirou para chamar a ajuda do intercessão do Padre Antonino Natoli, da qual eram conhecidos muitas experiências de milagres, e ele fez um voto ao esses Servo de Deus, prometendo-lhe que se ele curado da doença que ele recitava, o tradicional oração católica, "oração do Senhor" e "Ave Maria "todos os dias de sua vida, assim que ele proposto, imediatamente ele encontrou-se saudável, com a maravilha de todos os médicos. O segundo milagre é feito de Don Pietro Fortunato, da mesma cidade de Patti, filho do Presidente Fortunato, encontrando-se gravemente doente com dores extremas em seu lado e com o carinho de podgara, que o levou a gritar toda a noite, ele chamar Pai Francesco da Patti, a pedir para o  intercessão de Antonino Natoli, e ele trouxe com ele uma bandagem de tecido que pertença a Frei Antonino Natoli que colocada sobre o paciente imediatamente colocar um fim a todos os sofrimento.

## Publicações de Antonino Natoli
- "Considerationi et espositioni sopra tutti li precetti della regola de' frati", impresso em Veneza por Guerigli em 1615 e reeditado em 1617 em Veneza
- "Viridarium concionatorum", impresso em Veneza em 1617
- "La via sicura al cielo", Veneza
- "Apud Ioannem Guerilium", Giovanni Guerigli Editore, 1617, Veneza
- "Il Giardino dei Predicatori, Sermoni sul purgatorio, l'inferno e sulla Gerusalemme trionfante", 1617, Veneza
- "Entrata facile e sicura nel Paradiso", impressas em Lião em 1644